# Псалом 15
Псалом 15 (у масоретській нумерації — 16) — вісімнадцятий псалом Книги псалмів. Авторство псалому традиційно приписується Давидові. 

## Текст
| Вірш | Гебрейська мова                                                     | Давньогрецька мова (Септуаґінта) | Латинська мова (Вульгата) | Українська мова (Переклад Хоменка) |
| ---- | ------------------------------------------------------------------- | --- | --- | --- |
| 1    | מִכְתָּם לְדָוִד: שָׁמְרֵנִי אֵל, כִּי-חָסִיתִי בָךְ                                    | Στηλογραφία τῷ Δαυιδ. Φύλαξόν με, κύριε, ὅτι ἐπὶ σοὶ ἤλπισα.                                                                                           | [Tituli inscriptio ipsi David] Conserva me Domine quoniam in te speravi                                                                                | Міхтам. Давида. Бережи мене, о Боже, бо я до тебе прибігаю.                                                                             |
| 2    | אָמַרְתְּ לַיהוָה, אֲדֹנָי אָתָּה; טוֹבָתִי, בַּל-עָלֶיךָ                                | εἶπα τῷ κυρίῳ Κύριός μου εἶ σύ, ὅτι τῶν ἀγαθῶν μου οὐ χρείαν ἔχεις.                                                                                    | Dixi Domino Dominus meus es tu quoniam bonorum meorum non eges                                                                                         | Я кажу Господеві: «Ти — мій Господь, — добро моє; немає нічого над тебе».                                                               |
| 3    | לִקְדוֹשִׁים, אֲשֶׁר-בָּאָרֶץ הֵמָּה; וְאַדִּירֵי, כָּל-חֶפְצִי-בָם                           | τοῖς ἁγίοις τοῖς ἐν τῇ γῇ αὐτοῦ ἐθαυμάστωσεν πάντα τὰ θελήματα αὐτοῦ ἐν αὐτοῖς.                                                                        | Sanctis qui sunt in terra eius mirificavit mihi ; omnes voluntates meas in eis                                                                         | До святих, що на землі: до шляхетних — уся моя любов до них.                                                                            |
| 4    | יִרְבּוּ עַצְּבוֹתָם, אַחֵר מָהָרוּ:בַּל-אַסִּיךְ נִסְכֵּיהֶם מִדָּם; וּבַל-אֶשָּׂא אֶת-שְׁמוֹתָם, עַל-שְׂפָתָי | ἐπληθύνθησαν αἱ ἀσθένειαι αὐτῶν, μετὰ ταῦτα ἐτάχυναν· οὐ μὴ συναγάγω τὰς συναγωγὰς αὐτῶν ἐξ αἱμάτων οὐδὲ μὴ μνησθῶ τῶν ὀνομάτων αὐτῶν διὰ χειλέων μου. | Multiplicatae sunt infirmitates eorum postea adceleraverunt non congregabo conventicula eorum de sanguinibus nec memor ero nominum eorum per labia mea | Помножують собі страждання тії, що йдуть за іншими богами. Я не проллю їхніх ливних жертв з крови, не спом’яну імен їхніх моїми устами. |
| 5    | יְהוָה, מְנָת-חֶלְקִי וְכוֹסִי-- אַתָּה, תּוֹמִיךְ גּוֹרָלִי                             | κύριος ἡ μερὶς τῆς κληρονομίας μου καὶ τοῦ ποτηρίου μου· σὺ εἶ ὁ ἀποκαθιστῶν τὴν κληρονομίαν μου ἐμοί.                                                 | Dominus pars hereditatis meae et calicis mei tu es qui restitues hereditatem meam mihi                                                                 | Господь — частка моєї спадщини й моєї чаші: ти держиш мою долю.                                                                         |
| 6    | חֲבָלִים נָפְלוּ-לִי, בַּנְּעִמִים; אַף-נַחֲלָת, שָׁפְרָה עָלָי                            | σχοινία ἐπέπεσάν μοι ἐν τοῖς κρατίστοις· καὶ γὰρ ἡ κληρονομία μου κρατίστη μοί ἐστιν.                                                                  | Funes ceciderunt mihi in praeclaris etenim hereditas mea praeclara est mihi                                                                            | Спадщина випала мені в гарних околицях, і частка моя подобається мені вельми.                                                           |
| 7    | אֲבָרֵךְ--אֶת-יְהוָה, אֲשֶׁר יְעָצָנִי; אַף-לֵילוֹת, יִסְּרוּנִי כִלְיוֹתָי                   | εὐλογήσω τὸν κύριον τὸν συνετίσαντά με· ἔτι δὲ καὶ ἕως νυκτὸς ἐπαίδευσάν με οἱ νεφροί μου.                                                             | Benedicam Domino qui tribuit mihi intellectum insuper et usque ad noctem increpaverunt me renes mei                                                    | Благословляю Господа, що дав мені пораду, що й уночі навчає мене моє серце.                                                             |
| 8    | שִׁוִּיתִי יְהוָה לְנֶגְדִּי תָמִיד: כִּי מִימִינִי, בַּל-אֶמּוֹט                           | προωρώμην τὸν κύριον ἐνώπιόν μου διὰ παντός, ὅτι ἐκ δεξιῶν μού ἐστιν, ἵνα μὴ σαλευθῶ.                                                                  | Providebam Dominum in conspectu meo semper quoniam a dextris est mihi ne commovear                                                                     | Господь — передо мною завжди; тому що він у мене по правиці, не захитаюсь.                                                              |
| 9    | לָכֵן, שָׂמַח לִבִּי--וַיָּגֶל כְּבוֹדִי; אַף-בְּשָׂרִי, יִשְׁכֹּן לָבֶטַח                        | διὰ τοῦτο ηὐφράνθη ἡ καρδία μου, καὶ ἠγαλλιάσατο ἡ γλῶσσά μου, ἔτι δὲ καὶ ἡ σάρξ μου κατασκηνώσει ἐπ᾽ ἐλπίδι,                                          | Propter hoc laetatum est cor meum et exultavit lingua mea insuper et caro mea requiescet in spe                                                        | Тим-то й радується моє серце, і душа моя весела, і тіло моє спочине безпечно.                                                           |
| 10   | כִּי, לֹא-תַעֲזֹב נַפְשִׁי לִשְׁאוֹל; לֹא-תִתֵּן חֲסִידְךָ, לִרְאוֹת שָׁחַת                     | ὅτι οὐκ ἐγκαταλείψεις τὴν ψυχήν μου εἰς ᾅδην οὐδὲ δώσεις τὸν ὅσιόν σου ἰδεῖν διαφθοράν.                                                                | Quoniam non derelinques animam meam in inferno non dabis sanctum tuum videre corruptionem                                                              | Бо не покинеш душі моєї в Шеолі і не даси твоєму побожному уздріти зітління.                                                            |
| 11   | תּוֹדִיעֵנִי, אֹרַח חַיִּים:שֹׂבַע שְׂמָחוֹת, אֶת-פָּנֶיךָ; נְעִמוֹת בִּימִינְךָ נֶצַח              | ἐγνώρισάς μοι ὁδοὺς ζωῆς· πληρώσεις με εὐφροσύνης μετὰ τοῦ προσώπου σου, τερπνότητες ἐν τῇ δεξιᾷ σου εἰς τέλος.                                        | Notas mihi fecisti vias vitae adimplebis me laetitia cum vultu tuo delectatio in dextera tua usque in finem                                            | Ти мені стежку життя покажеш, повному радощів, що в тебе; блаженство по твоїй правиці вічне.                                            |

## Літургійне використання

### Юдаїзм
- Вірш 3 є у «Піркей авот», 6 розділ, номер 10.

### Новий Завіт
Деякі вірші псалому 15 процитовано у Новому Завіті:
- вірші 8–11 — у Діяннях апостолів (Дії 2:25–28)

- вірш 10 — у Діяннях апостолів (Дії 13:35).